# Jan Olkowski
Jan Olkowski (ur. 3 lutego 1910 w Koziej Górze, zm. 30 maja 1988) – uczestnik II wojny światowej, podpułkownik aparatu bezpieczeństwa.

## Życiorys
Od 1941 żołnierz Armii Czerwonej, w 1943 dostał się do niemieckiej niewoli, w 1944 był członkiem partyzantki sowieckiej i Armii Ludowej na Lubelszczyźnie, następnie organizował Milicję Obywatelską w Parczewie i Radzyniu. 1945–1946 był III sekretarzem Komitetu Wojewódzkiego PPR w Lublinie. Skierowany do pracy w aparacie bezpieczeństwa. Od marca do maja 1946 pełnił funkcję szefa WUBP w Warszawie. 27 maja 1946 mianowany zastępcą szefa WUBP w Krakowie, gdzie od 25 sierpnia 1946 był szefem. 23 października 1948 przeniesiony na stanowisko szefa WUBP w Szczecinie (do 4 lutego 1950). 15 października 1966 oddelegowany do pracy w Sztabie Generalnym WP, 12 czerwca 1967 delegowany przez Zarząd II Sztabu Generalnego WP jako starszy pomocnik szefa Wydziału Operacyjnego w Polskiej Delegacji Międzynarodowej Komisji Nadzoru i Kontroli w Laosie.
Pochowany na cmentarzu komunalnym na Majdanku w Lublinie (kwatera S1K0-6-15).

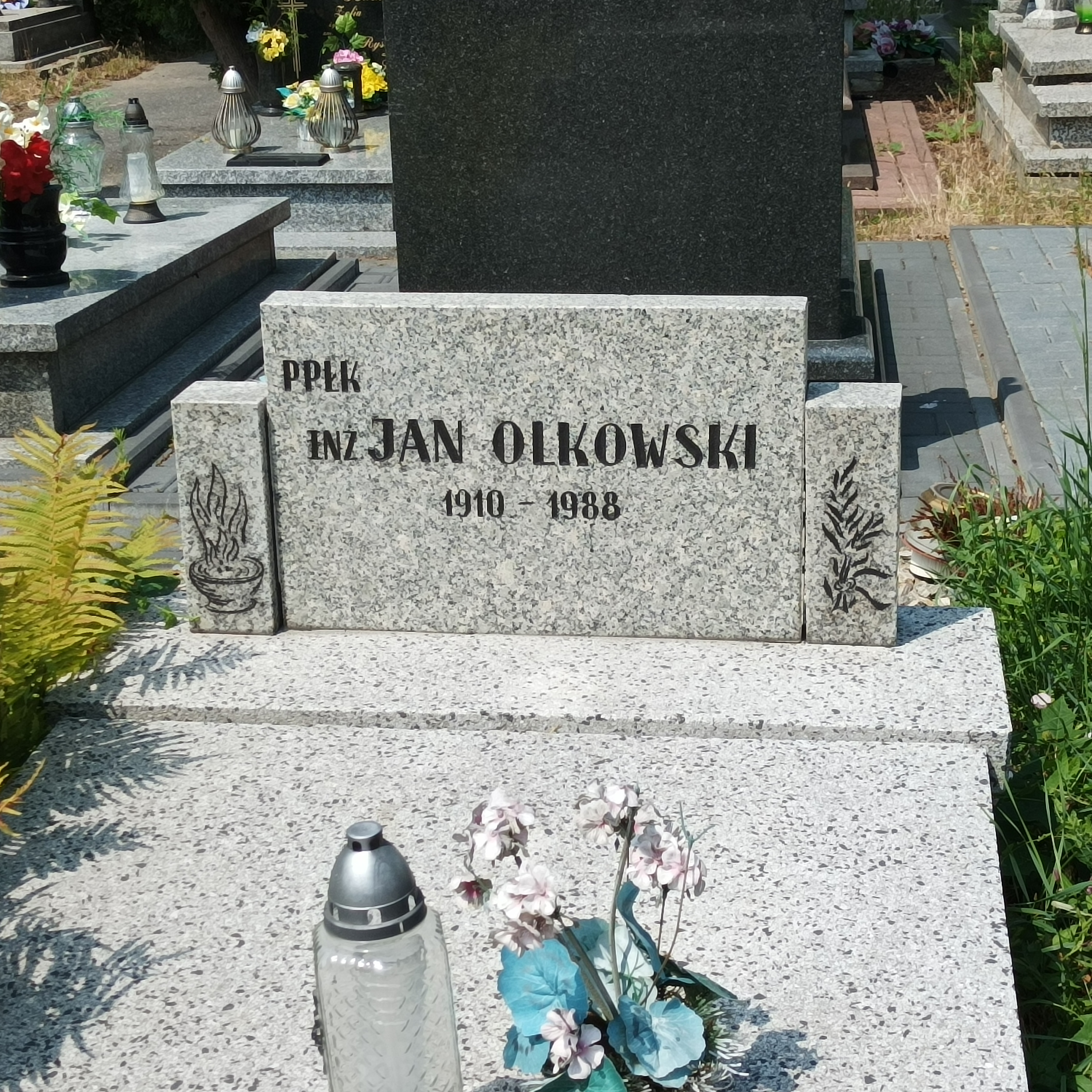
Grób Jana Olkowskiego na Cmentarzu Komunalnym na Majdanku w Lublinie